# Linia kolejowa 136 Szeged – Subotica
Linia kolejowa 136 Szeged – Subotica – linia kolejowa na Węgrzech i w Serbii. Jest to linia jednotorowa, nie zelektryfikowana. Łączy węgierskie miasto Segedyn z serbską Suboticą.